# ITV 금요시네마
ITV 금요시네마는 1998년도에 ITV 인천방송에서 방송되었던 예능 정보 프로그램이다.